# Tułowice (gmina)
Tułowice est une gmina rurale du powiat d'Opole, Opole, dans le sud-ouest de la Pologne. Son siège est le village de Tułowice, qui se situe environ 22 km au sud-est de la capitale régionale Opole.
La gmina couvre une superficie de 81,6 km2 pour une population de 9 943 habitants.

## Géographie
La gmina contient les villages de Goszczowice, Ligota Tułowicka, Skarbiszowice, Szydłów et Tułowice.
La gmina est bordée par les gminy de Dąbrowa, Komprachcice, Korfantów, Łambinowice, Niemodlin et Prószków.